# Герб Нерчинська
Герб Нерчинська — розпізнавальний-правовий знак, який слугує офіційним символом муніципального об'єднання міське поселення «Нерчинське» муніципального району «Нерчинський район» Забайкальського краю Російської Федерації.
Історичний герб міста Нерчинськ був створений на основі печатки Нерчинського острогу, відомої з 17 століття[⇨] і найвище затверджений 26 жовтня імператрицею Катериною II разом з іншими гербами міст Іркутського намісництва[⇨]. Офіційно використовувався до листопаду 1917 року. 21 лютого 2012 року відновлено в якості офіційного символу міського поселення «Нерчинська» і внесений в Державний геральдичний реєстр під реєстраційним номером 7569[⇨].

## Опис герба
«У срібному полі чорний орел, що летить вправо з піднятими і розпростертими крилами»

- Положення про герб міста міського поселення— Положение о гербе города городского поселения

«У срібному полі чорний орел, що летить вправо з піднятими і розпростертими крилами»
- Положення про герб міста міського поселення

## Опис символіки герба
Відповідно до Положення про герб: Герб міського поселення «Нерчинськ» відтворений на основі історичного герба окружного міста Нерчинск Іркутського намісництва, Височайше затвердженого 26 жовтня 1790 року (за старим стилем). Справжнє опис історичного герба говорить: "Вь серебряном' полѢ чорний, летящій, одноголовий орел'. (Старий герб) ".
Поняття «Старий герб» належить до міст, які мали герби до створення в Росії за указом Петра I Герольдмейстерської контори (до XVIII століття). На друку Нерчинського острогу (спочатку острог Нелюдський, Нелюцкій) 1692 року був вирізаний одноголовий орел, що летить. На більш пізніх печатках XVIII століття в лапах орла з'явився лук. Ймовірно, це було пов'язано із суперечками між Росією і Китаєм за Даурские землі. При створенні герба 1790 року Герольдмейстерская контора скористалася печаткою 1692 р тим більше, що до цього часу кордону з Китаєм були чітко визначені Кяхтінським договором 1727 року і надавати войовничість орлу не було потрібно.
Відтворення історичного герба показує дбайливе ставлення жителів міського поселення «Нерчинськ» до свого минулого, вірність традиціям, що збереглася спадкоємність багатьох поколінь жителів.
Срібло — символ чистоти, відкритості, божественної мудрості, примирення.
Чорний колір символізує розсудливість, мудрість, скромність, чесність.
Герб міського поселення «Нерчинськ» відповідно до Методичних рекомендацій з розробки та використання офіційних символів муніципальних утворень (Розділ 2, Глава VIII, п.п. 45-46), затверджених Геральдичною радою при Президентові Російської Федерації 28.06.2006 року може відтворюватися із статусною короною встановленого зразка.

## Історія герба
Місто Нерчинськ був заснований в 1653 році козаками сотника Петра Івановича Бекетова під назвою Нелюдський острог. У 1654 році острог був спалений людьми Гантімуров, але в 1656 році єнісейським воєводою А. Ф. Пашковим був відновлений під назвою Нерчинський острог. У 1689 році Нерчинськ отримав статус міста.

### Печатка Нерчинського острогу
Попередником герба Нерчинська була стародавня печатка Нерчинського острогу, перша інформація про яку зустрічається в розпису 1635 року, де вона тільки згадується в списку печаток «Даурських в'язниць, Нерчинськой …». 11 липня 1692 року за Указом великих государів царів і Великих Князів Іоанна Олексійовича і Петра Олексійовича надійшов наказ митному Голові міста верхотуру "Про збір мит і питних доходів. З додатком розпису митних печаток Сибірських міст ". У додатку вперше була описана нерчинська друк: «На Даурской Нерчинськой: орел' одноглавої тримає лук' вніз' тятивою, кругом' написано: друк Государевого-Сібірскія землі-Даурскіх'-острогов'».

### Герб на прапорі Нерчинського полку
У 1722 році в Росії за ініціативою імператора Петра I була створена особлива Герольдмейстерська контора, яка відала кількістю дворян на державній службі, охороняла їх станові привілеї, вела родовідні книги, становила герби, в тому числі і земельні. У 1724 році "товариш герольдмейстера " граф Ф. М. Санті розіслав в російські губернії запити про їх адміністративну символіку. З Нерчинська було отримано наступне повідомлення про геральдичної емблемі: "На сріблі зображений орел одноголовий, що тримає в Кохтев цибулю. Присланий з колишньої ще провінційної Іркутської канцелярії в 1726 році червня 27 дня, а коли і ким наданий — відомий не знайшлося … ". Це опис послужило підставою для складання в подальшому міського герба Нерчинска.
У затверджений 3 березня 1730 року імператрицею Ганною Іванівною Знаменний гербовник російських міст і провінцій, заснований на проектах Ф. Санті і пізніше, остаточно складений фельдмаршалом графом Б. К. Мніхом герб Нерчинська не ввійшов, і офіційно не використовувався. У 1764 році був утворений Нерчинський піхотний полк, якому в тому ж році імператриця Катерина II подарувала герб: «Вь золотом щиті, на белом' поле, летящій, чорний, одноголовий орел', у якого Вь когтях' червоний лук'», який прикрасив Прапор полку.

### Найвище затверджений герб Нерчинська
26 жовтня (7 листопада) 1790 року імператрицею Катериною II разом з іншими гербами міст Іркутського намісництва був найвищий затверджений герб Нерчинска. Герб трохи відрізнявся від старого символу Нерчинска — з пазурів орла був прибраний цибуля. Герб мав такий опис:

«В серебряномъ поле черный летящій одноглавый орелъ. Сей гербъ старой»— ПСЗРИ, 1790, Закон № 16913.
З 1851 року Нерчинськ став окружним містом Забайкальської області. Відомий незатвердженим проект герба Нерчинська 1872 року з доданим до вільної частини щита гербом Забайкальської області. Історичний герб Нерчинська офіційно використовувався до 1917 року.

## Герб міста в сучасній Росії
У пострадянський період приймалися спроби створити новий герб Нерчинська. У 1991 році був випущений сувенірний значок з проектом нового міського герба, на якому було зображено: на тлі зелених сопок летючий золотий орел, небо блакитне, внизу блакитна смуга річки Нерчі, в ній золота шестерня, з якої виступає золотий же колос. Даний проект герба твердженням не підлягав.

Герб Забайкальського краю,
до 2009 року був гербом Читинської області

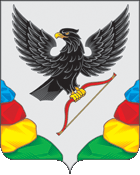
Герб Нерчинського району (2011)

Орел з історичного герба Нерчинська став прообразом центральних фігур в гербах Читинської області і муніципального освіти " Нерчинського району ". 21 грудня 1995 був прийнятий герб Читинської області, який, після декількох редакцій, представляв собою: "У золотому полі червлений летить вліво підвищений червлений орел з срібними очима, дзьобом, мовою і лапами, що здійняла і розкинувши крила і тримає в пазурях червлений лук тятивою вниз і червені, з срібним оперенням і наконечником стрілу в пояс. Під серцем щита — щит історичної Забайкальської області (в золотому полі вгорі — червені з срібними очима і мовою буйволової голова, внизу — живопліт з чотирьох червені та чотирьох зелених колод), обрамлений червені (Олександрівської) стрічкою ". Після об'єднання 1 березня 2008 року Читинської області і Агинского Бурятського АО був утворений Забайкальський край. 11 лютого 2009 року був затверджений герб Забайкальського краю, який повністю ідентичний гербу Читинської області.
У 90-х роках минулого століття герб Нерчинська був розміщений на нарукавному знаку прикордонників 54 окремого прикордонного загону в Приаргунську, затвердженому наказом Директора ФПС Росії в наступному описі: "У срібному щиті з Лазурним хвилястим краєм і таким же лівим боковим стовпом летить чорний орел. (Авторська версія геральдичного символу місця постійної дислокації загону — міста Приаргунськ, розташованого в передгір'ях Нерчинського хребта при впадінні в Аргунь її притоки; летить в срібному полі чорний орел — історичний герб Нерчинська). За щитом скошено схрещені два срібних давньоруських меча з золотими ручками, перехрестям і навершиями".
6 грудня 2011 року було затверджено герб Нерчинского району з наступним описом: "У срібному полі над виходять по краях схилами, кожен з яких складається з блакитному, червені, золотий і зеленої брил, збільшуються зверху вниз; чорний, з золотими очима, дзьобом і кігтями, який обернувся орел, що летить вліво з розпростертими і піднятими крилами і несе в лапах покладений побічно зліва червлений лук із золотою тятивою вниз ".
У 2006 році після муніципальної реформи в Росії було утворено міське поселення «Нерчинськ». 21 лютого 2012 року рішенням № 20 Ради міського поселення «Нерчинську» історичний герб Нерчинська був відновлений в якості офіційного символу міського поселення. Цим же рішенням затверджено Положення про герб. Герб складений за сприяння авторської групи Союзу геральдистів Росії: керівник групи: Костянтин Моченов (Химки); художник і комп'ютерний дизайн: Оксана Афанасьєва (Москва); обгрунтування символіки: Ірина Курінна (Чита), В'ячеслав Мішин (Химки).